# Corythangela
Corythangela là một chi bướm đêm thuộc họ Coleophoridae

## Các loài
- Corythangela galeata Meyrick, 1897
- Corythangela fimbriata Baldizzone, 1996